# Alexandru Tatos
Alexandru Adrian Teodor Tatos (n. 9 martie 1937, București, România – d. 31 ianuarie 1990, București, România) a fost un regizor și scenarist român.

## Biografie
Alexandru (Sandu) Tatos s-a născut pe 9 martie 1937, la București. A absolvit Secția de Regie Teatru a Institutului de Artă Teatrală și Cinematografică „I.L. Caragiale” din București, în 1969, la clasa prof. Radu Penciulescu, asistent Mihai Dimiu.
În 1971 montează două piese de commedia dell'arte, Nebunia lui Pantalone și Farsa lui Pathelin, pentru Televiziunea Română.
Începând din 1973, se alătură de colegul și prietenul său, regizorul de film Dan Pița, cu care filmează primele 6 episoade din serialul TV Un august în flăcări (1974). Serialul de aventuri cu tentă politică și polițistă a cărui acțiune se desfășoară în contextul evenimentelor din august 1944, în 13 episoade, și este realizat de 4 regizori, cei doi fiind schimbați cu Radu Gabrea și Doru Năstase în urma unui conflict cu scenariștii Eugen Barbu și Nicolae Paul Mihail. Este primul serial TV realizat de TVR împreună cu Studiourile de la Buftea.
În paralel pune în scenă 5 piese, în diferite teatre din țară, până în 1976.
Debutează în cinematografie cu filmul Mere roșii, în 1976, ajutat de prietenii săi, Dan Pița și Mircea Veroiu, care-l sfătuiesc cum să-și curețe și să-și finiseze opera.
Al doilea film, Casa dintre cîmpuri (1979), pe scenariul lui Corneliu Leu, cu participarea altui coleg de-al său, a regizorului de film Mircea Daneliuc, alături de actorii Mircea Diaconu și Tora Vasilescu, este un film pe care-l face mai mult presat de situația în care se afla, între grija de a-și asigura existența de zi cu zi, și frica, să nu-și piardă suportul studioului.
Rătăcire din anul 1978, atacă un subiect la ordinea zile: „mirajul vestului”. Căsătoria unei tinere frumoase (Ioana Pavelescu), cu un partener străin pentru a părăsi țara, și conflictul cu realitatea întâlnită.
Cel mai bun film este considerat Secvențe, din 1982, care se ocupă, în 3 episoade, cu viața unei echipe de filmare, în care regizorul este jucat de Alexandru Tatos însuși.
Filmul Conrad Haas, realizat si produs de Frieder Schuller, povestește despre inventatorul austriac cu același nume (n. 1509, Dornbach, azi cartier al Vienei – d. 1576, Sibiu), precursor al zborului cu racheta, care si-a imaginat, între 1529-55, la Sibiu, tehnica rachetei în trepte.
Secretul armei... secrete! (1989), este un fel de commedia dell'arte cinematografică, un basm modern, în haine de comedie burlească, în care poveștile se amestecă ingenios cu elemente din mitologia civilizației moderne: monitoare TV cu transmisii fotbalistice, muzică și gesticulație specifice universului disco-punk & pop-rock etc.
A reușit să facă 9 filme, dintre care ultimul, Cine are dreptate? (1990), pe un scenariu de Paul Everac, cu Oana Pellea, a avut premiera după moartea sa.
A ținut un jurnal, ceea ce era foarte periculos, la timpurile acelea, în care dezvăluie multe detalii din viața de zi cu zi, frica de a nu rata, și față de concurența colegilor, („frustul minimalist” al lui Mircea Daneliuc, „oniricul” și „estetul” Dan Pița), lupta cu viața zilnică și cu singurătatea, dar și cu sistemul comunist, cu cenzura etc., publicat postum sub titlul Pagini de Jurnal, 1994, Editura Albatros.
A murit la 31 ianuarie 1990, la București, la 53 de ani, la numai o lună după Revoluție, de abces pulmonar.

## Teatru

### Regizor de Teatru
A.T.F. (I.A.T.C.) București 
Gemenii, de Maccius Plautus, premiera 15.03.1969
Teatrul 'Radu Stanca' - Sibiu
Zamolxe, de Lucian Blaga, premiera 20.12.1970
Teatrul 'Lucia Sturdza Bulandra' - București
Chițimia, de Ion Băieșu, premiera 28.03.1974
Teatrul Național 'Lucian Blaga' - Cluj-Napoca
Pasărea Shakespeare, de Dumitru Radu Popescu, premiera 8.07.1974 și Mutter Courage, de Bertolt Brecht, premiera 24.05.1975
Teatrul 'Toma Caragiu' - Ploiești
Timpul în Doi, de Dumitru Radu Popescu, premiera 19.12.1976

### Regizor de Teatru TV
Nebunia lui Pantalone (TV, 1971), cu Mihai Pălădescu (Pantalone), Marin Moraru (Doctorul), Gheorghe Dinică (Brighella), Jean Lorin Florescu, Florian Pittiș, Dan Tufaru, Mariana Mihuț, Ileana Cernat...
Farsa lui Pathelin (TV, 1971), cu Gina Patrichi, Marin Moraru...

## Filmografie

### Regizor
- Un August în flăcări (TV, 1974), Dan Pița și Alexandru Tatos (primele 6 episoade)
- Mere roșii (1976)
- Rătăcire (1978)
- Duios Anastasia trecea (1980)
- Casa dintre cîmpuri (1980)
- Secvențe... (1982)
- Fructe de pădure (1983)
- Conrad Haas (1984), realizat cu Frieder Schuller
- Întunecare (1986)
- Secretul armei... secrete! (1989)
- Negustorul de clopote (Der Glockenkäufer 1984), colaborare cu Frieder Schuller
- Cine are dreptate? (1990)

### Ca scenarist
- Rătăcire (1978) – în colaborare cu Ion Băieșu
- Secvențe... (1982)
- Secretul armei... secrete! (1989)

### Ca actor
- Secvențe... (1982)

## Premii și nominalizări
| Anul | Film                | Festival                                           | Premiu                        | Status   |
| 1976 | Mere roșii          | Asociația Cineaștilor din România                  | Premiul "Opera Prima"         | Câștigat |
| 1977 | Mere roșii          | International Film Festival Lublin                 | Premiul special al juriului   | Câștigat |
| 1978 | Rătăcire            | Festivalul de Film pentru Tineret de la Costinești | Premiul pentru scenariu       | Câștigat |
| 1980 | Casa dintre cîmpuri | Festivalul de Film pentru Tineret de la Costinești | Premiul pentru regie          | Câștigat |
| ---- | ------------------- | -------------------------------------------------- | ----------------------------- | -------- |
| 1982 | Secvențe...         | Asociația Cineaștilor din România                  | Premiul pentru regie          | Câștigat |
| 1982 | Secvențe...         | Festivalul de Film pentru Tineret de la Costinești | Premiul pentru regie          | Câștigat |
| 1989 |                     | Asociația Cineaștilor din România                  | Premiul pentru activitate     | Câștigat |
| 1990 |                     | Asociația Cineaștilor din România                  | Premiul special (post-mortem) | Câștigat |

## Articole
- http://www.istoriafilmului.ro/articol/102/alexandru-tatos-cineast-de-vocatie-1
- http://www.istoriafilmului.ro/articol/103/alexandru-tatos-cineast-de-vocatie-2
- http://www.istoriafilmului.ro/articol/104/alexandru-tatos-cineast-de-vocatie-3
- http://jurnalul.ro/cultura/film/viata-moarte-si-mere-rosii-527046.html
- http://www.revistaluceafarul.ro/index.html?id=1846&editie=83 Arhivat în 12 aprilie 2016, la Wayback Machine.
- http://old.contemporanul.ro/articol.php?idarticol=523%5Bnefuncțională%5D

In "LiterNet.ro":
- http://agenda.liternet.ro/articol/180/Doinel-Tronaru/Mere-rosii.html
- http://agenda.liternet.ro/articol/370/Doinel-Tronaru/Secvente-le-lui-Alexandru-Tatos.html
- http://agenda.liternet.ro/articol/4058/Autori-diversi/Cinematograful-de-idei-al-lui-Alexandru-Tatos-70-de-ani-de-la-nastere.html
- http://agenda.liternet.ro/articol/7098/Toma-Peiu/3x3-Alexandru-Tatos-TIFF-2008.html
- http://agenda.liternet.ro/articol/8578/Comunicat-de-presa/Secretul-armei-secrete-al-lui-Alexandru-Tatos-la-CineClubul-Cinematecii-Union.html
- http://agenda.liternet.ro/articol/8587/Marian-Radulescu/O-lume-nebuna-nebuna-nebuna-Secretul-armei-secrete.html
- http://atelier.liternet.ro/articol/9043/Lucian-Pintilie-Alexandru-Tatos/Tatos-Tatos-1-+-Tatos-2.html
- http://atelier.liternet.ro/articol/9044/Alexandru-Tatos-Stere-Gulea/Pagini-de-jurnal.html
- http://atelier.liternet.ro/articol/9045/Violeta-Neamtu-Liana-Tatos/Filmul-ca-o-sedinta-de-partid.html
- http://agenda.liternet.ro/articol/9421/Andrei-Rus/Filmele-lui-Alexandru-Tatos.html
- http://agenda.liternet.ro/articol/9718/Marian-Radulescu/Confesiunile-unui-regizor-Alexandru-Tatos.html
- http://agenda.liternet.ro/articol/9911/Comunicat-de-presa/7-Filme-de-Alexandru-Tatos-program-si-sinopsisuri.html
- http://agenda.liternet.ro/articol/11875/Marian-Radulescu/Cronica-unei-instrainari-Ratacire.html
- http://agenda.liternet.ro/articol/17847/Andreea-Mihalcea/Note-despre-filmele-lui-Alexandru-Tatos.html
- http://agenda.liternet.ro/articol/19022/Marian-Radulescu/Sinonimul-firescului-graitor-semnificativ-Casa-dintre-cimpuri.html
- http://agenda.liternet.ro/articol/19524/Marian-Radulescu/Visuri-spulberate-Fructe-de-padure.html